# Friedrich Lösel
Friedrich Lösel (Neuendettelsau, 28 luglio 1945) è un criminologo tedesco e professore emerito presso il Cambridge Institute of Criminology.
È stato direttore dell'Istituto dal 2005 al 2012; come direttore, si dedicò allo studio del crimine. È anche professore di psicologia all'Università di Erlangen-Norimberga, luogo in cui è stato anche direttore dell'Istituto di psicologia dal 1987 al 2011. È stato direttore del Centro di ricerca delle scienze sociali dell'Università di Erlangen-Norimberga dal 2002 fino al 2005. È stato presidente della European Association of Psychology and Law e attuale presidente dell'Academy of Experimental Criminology. Nel 2006, è stato uno dei due destinatari del Premio Stockholm in Criminology, con John Braithwaite.